# جولي شاربنتييه
جولي شاربنتييه (بالفرنسية: Julie Charpentier) هي نحّاتة فرنسية، ولدت في 22 يناير 1770 في باريس في فرنسا، وتوفيت في 23 فبراير 1845.